# بالينت باينر
بالينت مارسيل باينر (بالمجرية: Bajner Bálint)‏ مواليد 18 نوفمبر 1990 في سزومباثيلي هو لاعب كرة القدم من المجر، في مركز الهجوم.

## روابط خارجية
- بالينت باينر على موقع الاتحاد الأوربي (الإنجليزية)
- بالينت باينر على موقع قاعدة بيانات كرة القدم.إي يو (الإنجليزية)
- بالينت باينر على موقع Soccerbase.com (لاعب) (الإنجليزية)
- بالينت باينر على موقع Soccerway.com (الإنجليزية)
- بالينت باينر على موقع عالم كرة القدم.نت (الإنجليزية)
- بالينت باينر على موقع AS.com (الإسبانية)